# Pantano de Cubillas
Pantano de Cubillas är en reservoar i Spanien.   Den ligger i provinsen Provincia de Granada och regionen Andalusien, i den södra delen av landet, 300 km söder om huvudstaden Madrid. Pantano de Cubillas ligger 637 meter över havet. Arean är 1,5 kvadratkilometer.Trakten runt Pantano de Cubillas består till största delen av jordbruksmark. Den sträcker sig 2,0 kilometer i nord-sydlig riktning, och 2,0 kilometer i öst-västlig riktning.